# Nicó (poeta)
Nicó, en llatí Nicon, en grec antic Νίκων, fou un poeta còmic grec de la nova comèdia. Ateneu de Naucratis va conservar algunes línies d'una de les seves comèdies anomenada Κιθαρωδός. Juli Pòl·lux dona una part del mateix passatge. La seva època no està clarament determinada, però era anterior a Ateneu, potser al segle ii.